# المأساة (لوحة)
المأساة لوحة للرسّام الأسباني بابلو بيكاسو (1881 - 1973)  ،وإحدى لوحات الفترة الزرقاء، والفترة الزرقاء هي فترة أعقبت انتحار صديق بيكاسو؛ الشاعر الفرنسي كارلوس كاسيجماس ، بدأت عام 1901 وانتهت عام 1904. سيطرت على لوحات بيكاسو في تلك الفترة مواضيع مأساوية حزينة. واستخدم في رسمها اللون الأزرق ودرجاته بشكلٍ طاغٍ ولهذا سُميت بالزرقاء.

## وصف الوحة
```
في مشهد أزرق 
كئيب
، على حافة البحر، يقف ثلاثة أفراد، حُفاة الأقدام، يبدو عليهم 
الفقر
. نستطيع أن نسمع صوت رجفتهم ورعشتهم يصدر عن 
اللوحة
. في اللوحة إحساس بالبرد لا يخطئه الرائي مِن النظرة الأولى. كلٌ مِن الرجُل والمرأة يضُم نفسه إليه. يقفان مكتوفي الأيدي ومُغمضي العيون.و طفلا يقف، على عكس الرجُل والمرأة، غير مكتوف اليدين. يمدُّ يديه وكأنه يسأل
```

و يبدو عليهم الحُزن الشّديد ووحدة باردة قاتلة؛ لا يجدون فيها غير أجسامهم النحيلة يضُمونها. ورغم اقتراب المسافات فيما بينهم في فضاء اللوحة حتى لا تكاد تتجاوز بعض السنتيمترات؛ إلا أن المسافات بينهم، مِن حيث احتياج كلٍّ مِنهم للآخر، تتخطى كل الحدود. هم عاجزون عن مواساة بعضهم البعض كُليًّا.